# Étival-Clairefontaine
Pour les articles homonymes, voir Étival et Clairefontaine.
Étival-Clairefontaine est une commune française située dans le département des Vosges, en région Grand Est.
Ses habitants sont appelés les Stivaliens.

## Géographie

### Localisation

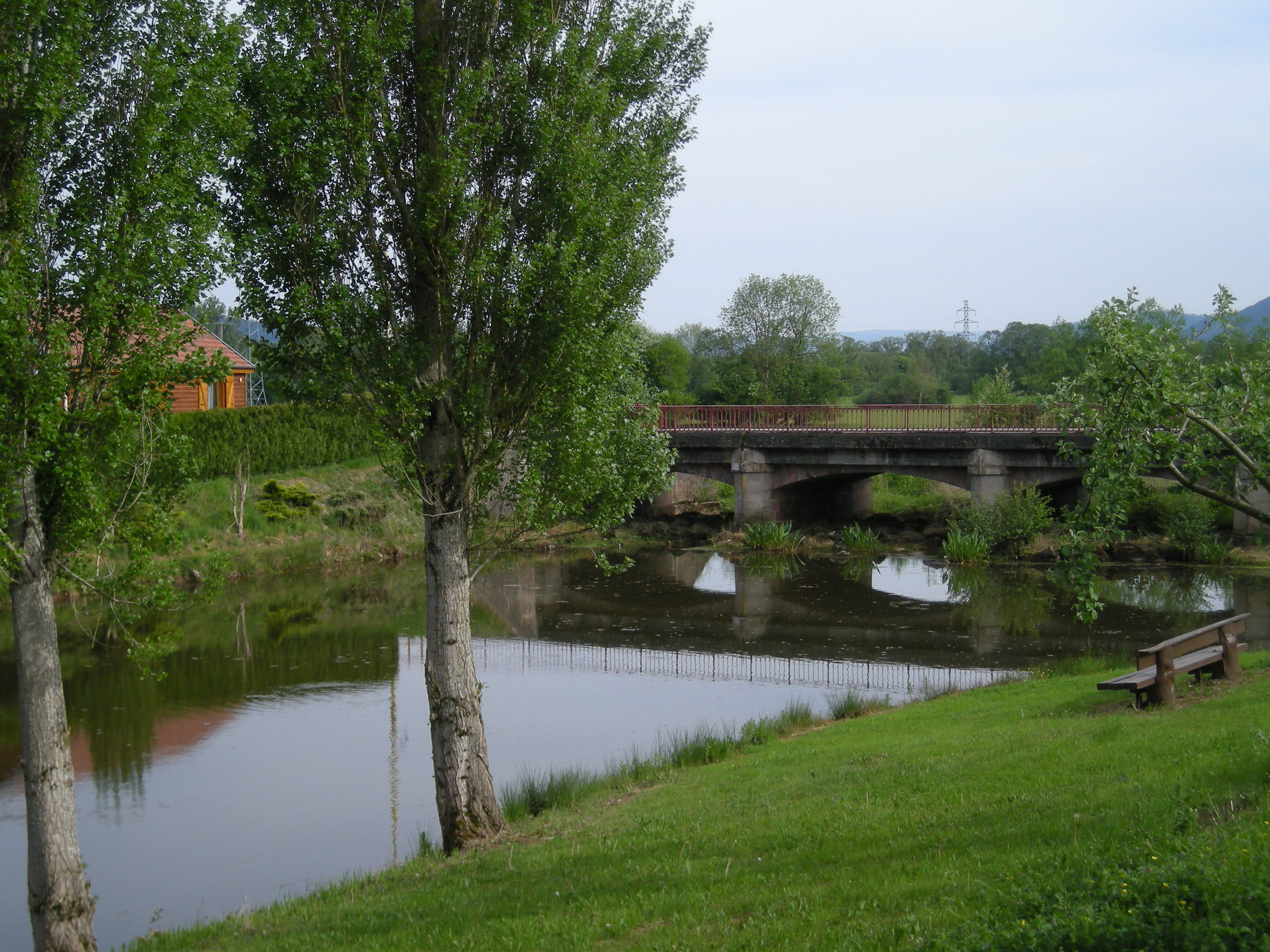
Un bras de la Meurthe.

Étival-Clairefontaine se situe sur les rives de la Meurthe, à ses confluences avec le Rabodeau et la Valdange. Quatre formes montueuses et forestières sont remarquables aux alentours : la côte de Repy proche au nord et qui culmine à la Roche du Coucou (591 m), les Jumeaux derrière Nompatelize au sud et, sur l'autre rive de la Meurthe, le Grand Fays au-dessus de Saint-Blaise et le massif de la Haute-Pierre à Moyenmoutier. La forêt domaniale du Ban d'Étival et la forêt communale s'étendent vers l'ouest, de part et d'autre du ruisseau des Vieux Prés, jusqu'à la Chipotte.
La petite ville prospère, qui tend à former agglomération avec Moyenmoutier, est distante de 7 km de Raon-l'Étape, de 13 km de Saint-Dié-des-Vosges, de 45 km d'Épinal, de 75 km de Nancy et de 87 km de Strasbourg par le col du Hantz (641 m). On rejoint Rambervillers à 20 km par le col de la Chipotte.
| Sainte-Barbe             | Raon-l'Étape          | Moyenmoutier (Saint-Blaise) |
| Saint-Benoît-la-Chipotte | Étival-Clairefontaine | Moyenmoutier (le Rabodeau)  |
| Saint-Remy               | Nompatelize           | La Voivre                   |

### Hydrographie et les eaux souterraines
Hydrogéologie et climatologie : Système d’information pour la gestion des eaux souterraines du bassin Rhin-Meuse :
Territoire communal : Occupation du sol (Corinne Land Cover); Cours d'eau (BD Carthage),
Géologie : Carte géologique; Coupes géologiques et techniques,
 Hydrogéologie : Masses d'eau souterraine; BD Lisa; Cartes piézométriques.
La commune est située dans le bassin versant du Rhin au sein du bassin Rhin-Meuse. Elle est drainée par la Meurthe, le ruisseau la Hure, le ruisseau la Valdange, le ruisseau des Vieux Pres, le ruisseau Basse de la Fontaine et le ruisseau le Tapageur,.
La Meurthe, d'une longueur totale de 160,6 km, prend sa source dans la commune du Valtin et se jette dans la Moselle à Pompey, après avoir traversé 53 communes.
La Hure, d'une longueur totale de 15,1 km, prend sa source dans la commune de Ban-de-Sapt et se jette dans la Meurthe sur la commune, après avoir traversé six communes.
La Valdange, d'une longueur totale de 14,8 km, prend sa source dans la commune de La Bourgonce et se jette dans la Meurthe sur la commune, après avoir traversé cinq communes.

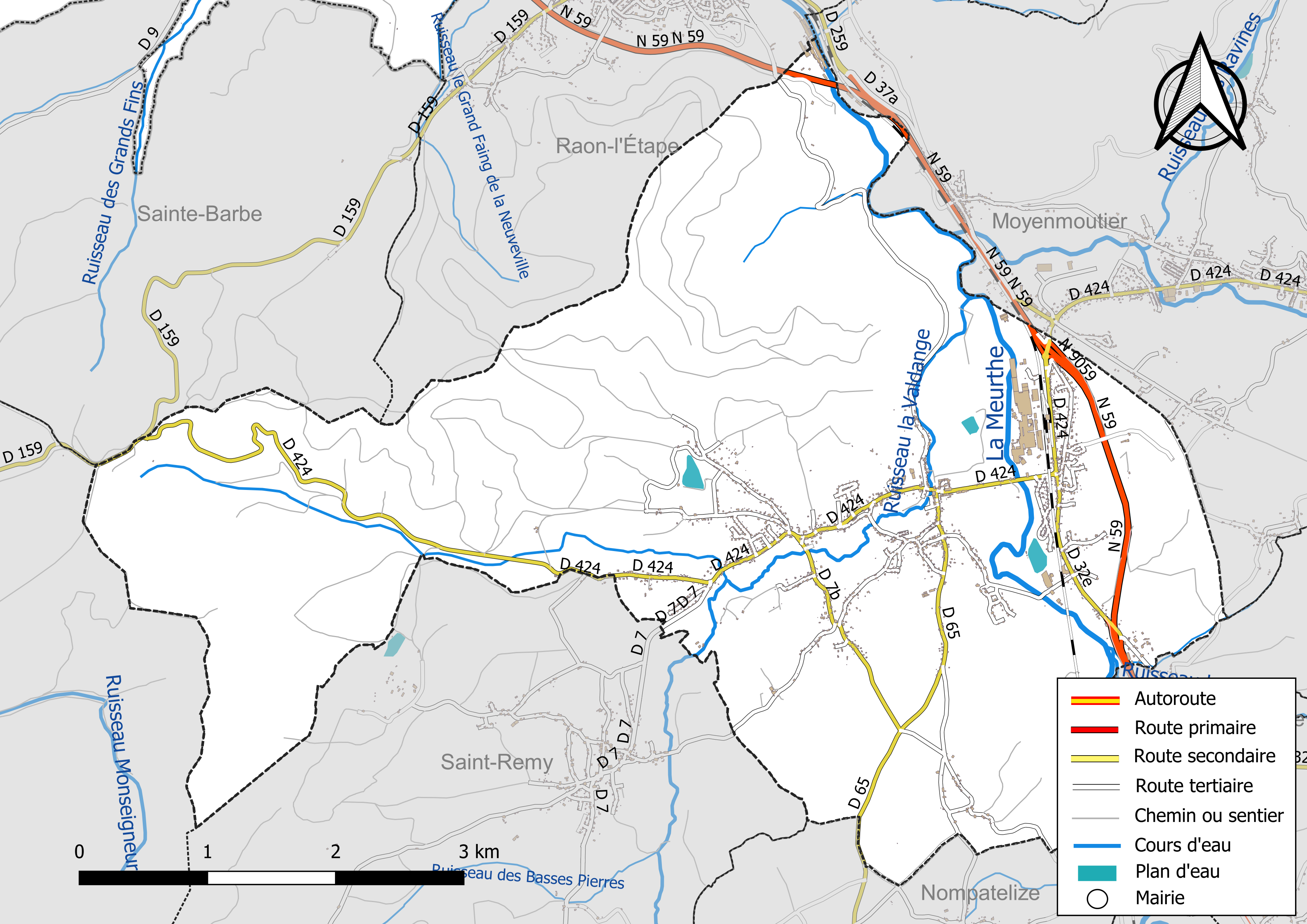
Réseaux hydrographique et routier d'Étival-Clairefontaine.

La qualité des eaux de baignade et des cours d’eau peut être consultée sur un site dédié géré par les agences de l’eau et l’Agence française pour la biodiversité.

### Climat
Pour des articles plus généraux, voir Climat du Grand Est et Climat du département des Vosges.
En 2010, le climat de la commune est de type climat des marges montargnardes, selon une étude du Centre national de la recherche scientifique s'appuyant sur une série de données couvrant la période 1971-2000. En 2020, Météo-France publie une typologie des climats de la France métropolitaine dans laquelle la commune est exposée à un climat semi-continental et est dans la région climatique  Vosges, caractérisée par une pluviométrie très élevée (1 500 à 2 000 mm/an) en toutes saisons et un hiver rude (moins de 1 °C). 
Pour la période 1971-2000, la température annuelle moyenne est de 9,5 °C, avec une amplitude thermique annuelle de 16,9 °C. Le cumul annuel moyen de précipitations est de 990 mm, avec 12,6 jours de précipitations en janvier et 10,6 jours en juillet. Pour la période 1991-2020, la température moyenne annuelle observée sur la station météorologique de Météo-France la plus proche, « Ban-de-Sapt », sur la commune de Ban-de-Sapt à 12 km à vol d'oiseau, est de 10,3 °C et le cumul annuel moyen de précipitations est de 1 027,3 mm. 
La température maximale relevée sur cette station est de 36,9 °C, atteinte le 7 août 2015 ; la température minimale est de −17 °C, atteinte le 19 décembre 2009,,. 
Les paramètres climatiques de la commune ont été estimés pour le milieu du siècle (2041-2070) selon différents scénarios d'émission de gaz à effet de serre à partir des nouvelles projections climatiques de référence DRIAS-2020. Ils sont consultables sur un site dédié publié par Météo-France en novembre 2022.

## Urbanisme

### Typologie
Au 1er janvier 2024, Étival-Clairefontaine est catégorisée bourg rural, selon la nouvelle grille communale de densité à sept niveaux définie par l'Insee en 2022.
Elle appartient à l'unité urbaine de Moyenmoutier, une agglomération intra-départementale regroupant six  communes, dont elle est ville-centre,,. Par ailleurs la commune fait partie de l'aire d'attraction de Saint-Dié-des-Vosges, dont elle est une commune de la couronne,. Cette aire, qui regroupe 47 communes, est catégorisée dans les aires de 50 000 à moins de 200 000 habitants,.

### Occupation des sols
L'occupation des sols de la commune, telle qu'elle ressort de la base de données européenne d’occupation biophysique des sols Corine Land Cover (CLC), est marquée par l'importance des forêts et milieux semi-naturels (70,1 % en 2018), une proportion sensiblement équivalente à celle de 1990 (70,5 %). La répartition détaillée en 2018 est la suivante : 
forêts (70,1 %), prairies (13,3 %), zones agricoles hétérogènes (8,4 %), zones urbanisées (5,9 %), zones industrielles ou commerciales et réseaux de communication (1,5 %), terres arables (0,9 %). L'évolution de l’occupation des sols de la commune et de ses infrastructures peut être observée sur les différentes représentations cartographiques du territoire : la carte de Cassini (XVIIIe siècle), la carte d'état-major (1820-1866) et les cartes ou photos aériennes de l'IGN pour la période actuelle (1950 à aujourd'hui).

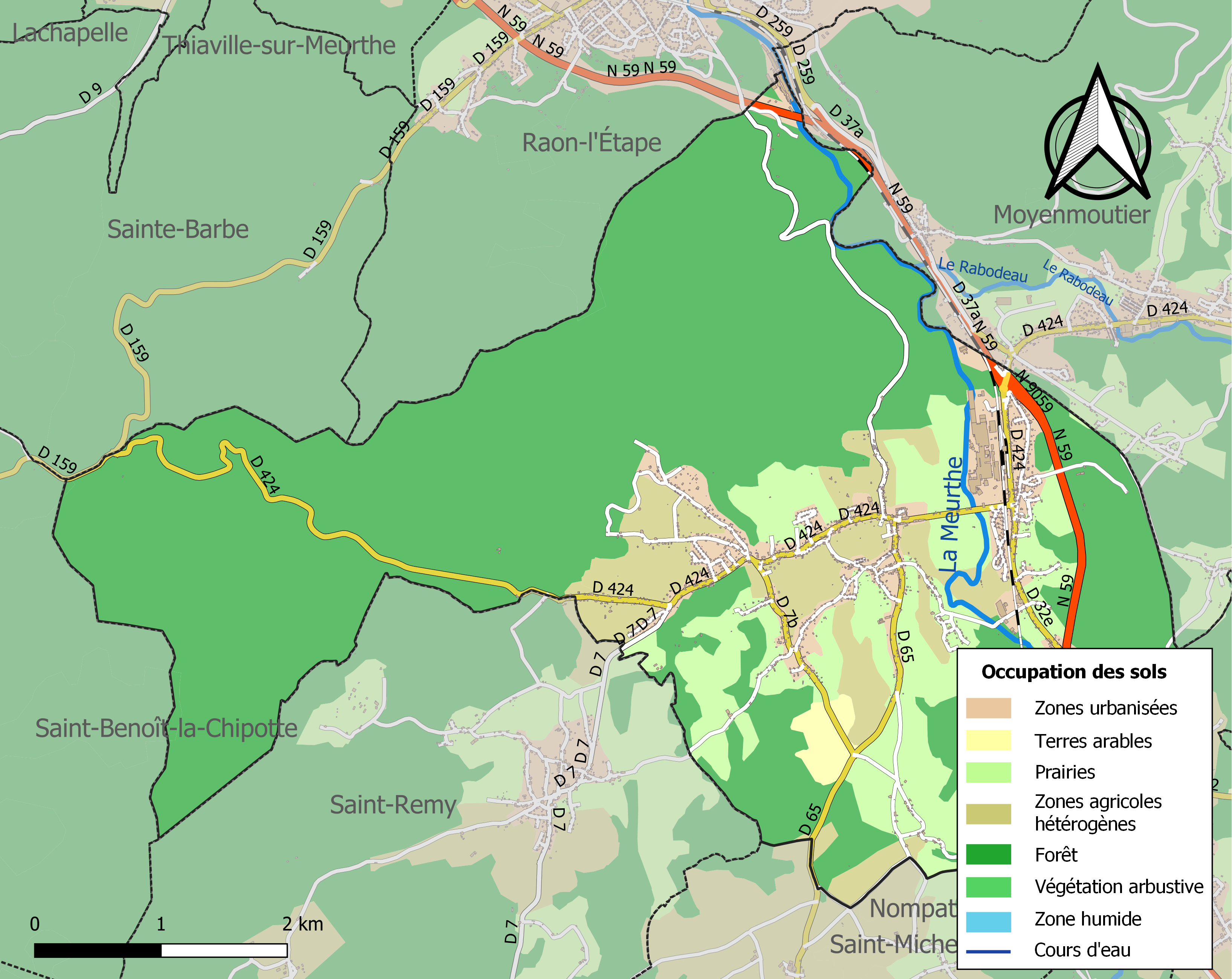
Carte des infrastructures et de l'occupation des sols de la commune en 2018 (CLC).

## Toponymie
Le nom de la localité est attesté sous les formes Stivagium (870) ; Stivai (1114) ; Abbas Styvagiensis (1172) ; Abbas Estivagiensis (1180) ; Stivaium (XIIe siècle) ; Estivai (XIIe siècle) ; Estivay (1246) ; Astivai (1248) ; Estyvai (1293) ; Estenai pour Estevai (1297) ; Estivais (1304) ; Stivaix (1369) ; Estivaix (1378) ; Stivaig (1395) ; Estivaus, Estyvaus (XIVe siècle) ; Stifey (1448) ; Semagensis pour Stivagensis (1461) ; Astivay (1485) ; Estival (1572) ; « Le monastère d’Estival, que quelques titres appellent Stivagium, et autres Stivæ vallis » (1633) ; Hétival (1720) ; Étival (1751).

Issu d,aestivacum, avec influence de vallis « val», du bas latin aestivagium (* aestivaticum ) « pâturage d'été »; attraction de l'oil estivau.

Etival pourrait être une estive, c'est-à-dire un pré où l'on mène les bêtes en été.

Le latin médiéval Sanctivagium, bientôt altéré en Stivagium donnant plus tard en français Estival, ne remonte pas au-delà de l'époque mérovingienne dans les milieux savants.

La « claire fontaine » est la fontaine Sainte-Richarde, du nom de la femme de l'empereur Charles le Gros, qui reçut l'abbaye de son époux au IXe siècle.

## Histoire

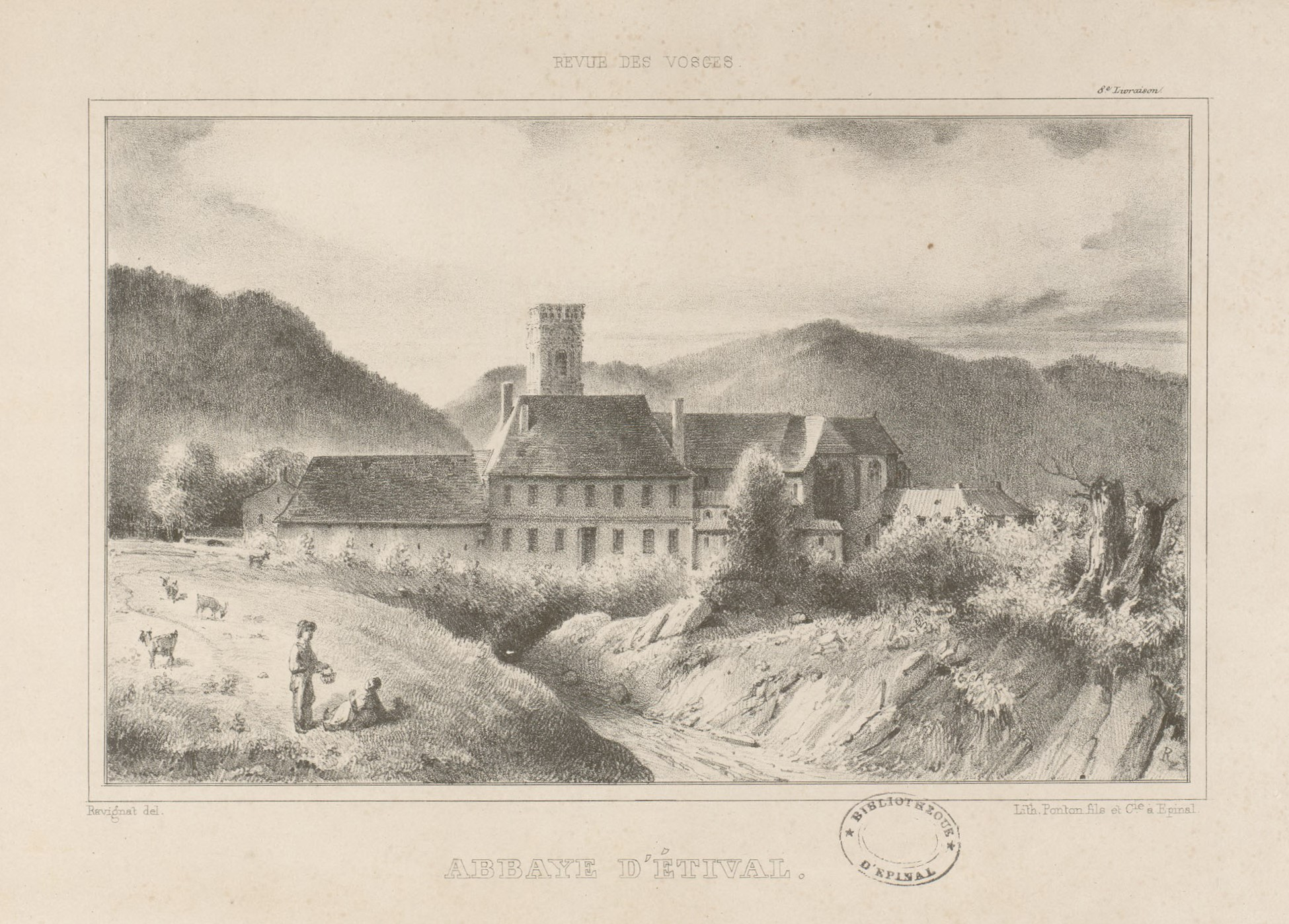
L'abbaye d'Étival, E. Ravignat, 1841.

Les origines de Sanctivagium, altéré en latin médiéval sous la forme de Stivagium, puis Estival en ancien français, remontent au milieu du VIIe siècle. C'est le vœu de Leudinus Bodo, patron du ban d'Estival et connu sous le nom de saint Bodon ou saint Leudin d'ériger et peupler un monastère, dans la vallée à quelque distance d'une île sur la Meurthe nommée Chiarafontana, devenu Clairefontaine. On ne sait s'il y parvint.
À l'époque carolingienne lors de la préservation d'une partie orientale du grand ban démembré par l'autorité de Charles III le Gros à la suite d'une légendaire révolte fiscale. Après avoir mâté dans le sang toute résistance, l'empereur Charles attribue le cœur de la contrée récalcitrante à son épouse Richarde. C'est grosso modo le ban d'Estival qui traverse les siècles, avec son immunité impériale et sa charte, et l'autorité de plus en plus lointaine des chanoinesses d'Andlau, héritière de sainte Richarde.
Les hommes du ban d'Estival en révolte, après avoir été repris en main par les troupes de Charles le Gros, passent en 880 sous l'autorité de sa femme Richarde. Celle-ci accroît par une charte le territoire du ban restant car le ban primitif s'est déjà scindé en plusieurs entités autonomes. L'impératrice Richarde y installe douze chanoines et un prévôt. Léguant ce vaste domaine à l'abbaye des chanoinesses d'Andlau qu'elle a fondée en 881, elle devient la patronne et bienfaitrice féminine du monastère.
- la situation des libres habitants révoltés, vaincus par la violente autorité impériale et soumis à l'esclavage.
- le rôle légendaire d'avocate, de porte parole qu'endosse Richarde auprès de son mari au profit des habitants déchus.
- la détresse légendaire de sainte Richarde après sa répudiation humiliante.

Il existe déjà un sanctuaire gallo-romain en un lieu que nous pourrions nommer Vagium ou Vavium, qui aurait laissé une trace toponymique, le Vivier. Il semble que ce soit un sanctuaire périphérique de Chiarafontana, Clairefontaine, alors île secrète sur la Meurthe. Le prénom Kiara en dialecte vosgien ou Claire en français vient du latin clara, signifiant illustre, renommé(e). La divinité celto-germanique de l'île qui préside au cycle naturel de l'eau et aux transports animaux et humains, ne pouvait être dérangée, à l'exception de la période printanière de son culte. Mais sa voix illustre pouvait être perçue à proximité. Le sanctuaire christianisé à l'époque mérovingienne, une hiérophanie mineure, a préservé cette spécificité, qui a été comprise par ses prestigieux visiteurs mérovingiens et carolingiens.
Entre 912 et 920, l'abbaye est dévastée par les Hongrois.
Au tiers du XIIe siècle, les religieux refusent d'être rattachés à l'ordre des Prémontrés. Ils sont forcés de s'enfuir à Autrey lorsque les prémontrés venu de Flabémont prennent pied sur le ban entre 1146 et 1147. Le corps des bâtiments ont des allures de fortification que renforcent les pièces d'eau qui l'entourent. On peut se faire une idée de cet agencement en parcourant la cour des moines et en découvrant l'ancien logis abbatial. Cet ensemble est malmené pendant la Révolution de 1789 et lors de la Seconde Guerre mondiale.
En 1309, Thiébaut II, duc de Lorraine, accorde les droits de haute, moyenne et basse justice dans tout le ban. L'historien Hugo a prétendu que l'abbé d’Étival était évêque in partibus, ce qui lui donne des droits quasi épiscopaux dans son territoire et quelques paroisses de sa dépendance.

### Archéologie
D'autres vestiges du passé témoignent des activités qui ont marqué la contrée d'Étival.
Fréquenté au cours du Halstatt moyen, au VIe siècle, puis à la Tène, aux IIIe et IIe siècles av. J.-C., le site de la Pierre d'Appel à Étival — promontoire d’un plateau surplombant de deux cents mètres la vallée de la Meurthe et contrôlant les chemins de vallée — est occupé à partir du Ier siècle av. J.-C., peut-être à cause des destructions causées par l'armée romaine au temps de la seconde phase de la conquête des Gaules.
Les objets trouvés lors des fouilles de la Pierre d'Appel dans les habitations occupées à La Tène et à l’époque gallo-romaine se trouvent au Musée Pierre-Noël de Saint-Dié-des-Vosges. Sur ce domaine de la côte de Répy occupés pendant un laps de temps continu de moins de deux siècles, des traces de demeures celtiques sont encore observables. Un camp fortifié à la Pierre d'Appel a notamment été mis au jour lors de fouilles archéologiques. Alain Deyber a été l'archéologue responsable de la fouille. Ses rapports et observations peuvent être lus au musée de Saint-Dié-des-Vosges. Il a notamment mis au jour les substructures d'un pont en bois gaulois qui franchissait la Meurthe.
Sur les hauteurs avoisinantes, quelques amateurs trouvent des pierres à cupules, dont la finalité n'est pas entièrement avérée : construction pour la réalisation de sacrifices, destinées à recueillir le sang lors de sacrifices, ou récupérateur d'eau de pluie, ou encore plus prosaïquement érosion différentielle des grès triasiques.
Certains historiens ont écrit que l'ancienne voie romaine de Langres à Strasbourg passe par Étival et le Donon. Beaucoup moins prestigieux, et peut-être à l'origine de la précédente confusion, une via salinatorum  qui provient à l'origine de Charmes et Grand et franchit l'ancien ban de Nossoncourt, laisse plusieurs diverticules sur le ban d'Étival. En particulier la portion centrale la plus directe surplombait le col de Trace et descendait droit sur les Châtelles et franchissait la Meurthe pour faire halte à Saint-Blaise sur l'autre rive. La fréquentation de ce passage entre occident et orient du massif vosgien n'a fait que glisser vers le sud avec le temps, pour finalement préfigurer la route actuelle du col de la Chipotte. Par Saales puis Steige dans le Val de Villé, la voie se reliait après Schervillé au voie de piémont de la plaine d'Alsace.

## Politique et administration

### Budget et fiscalité 2023

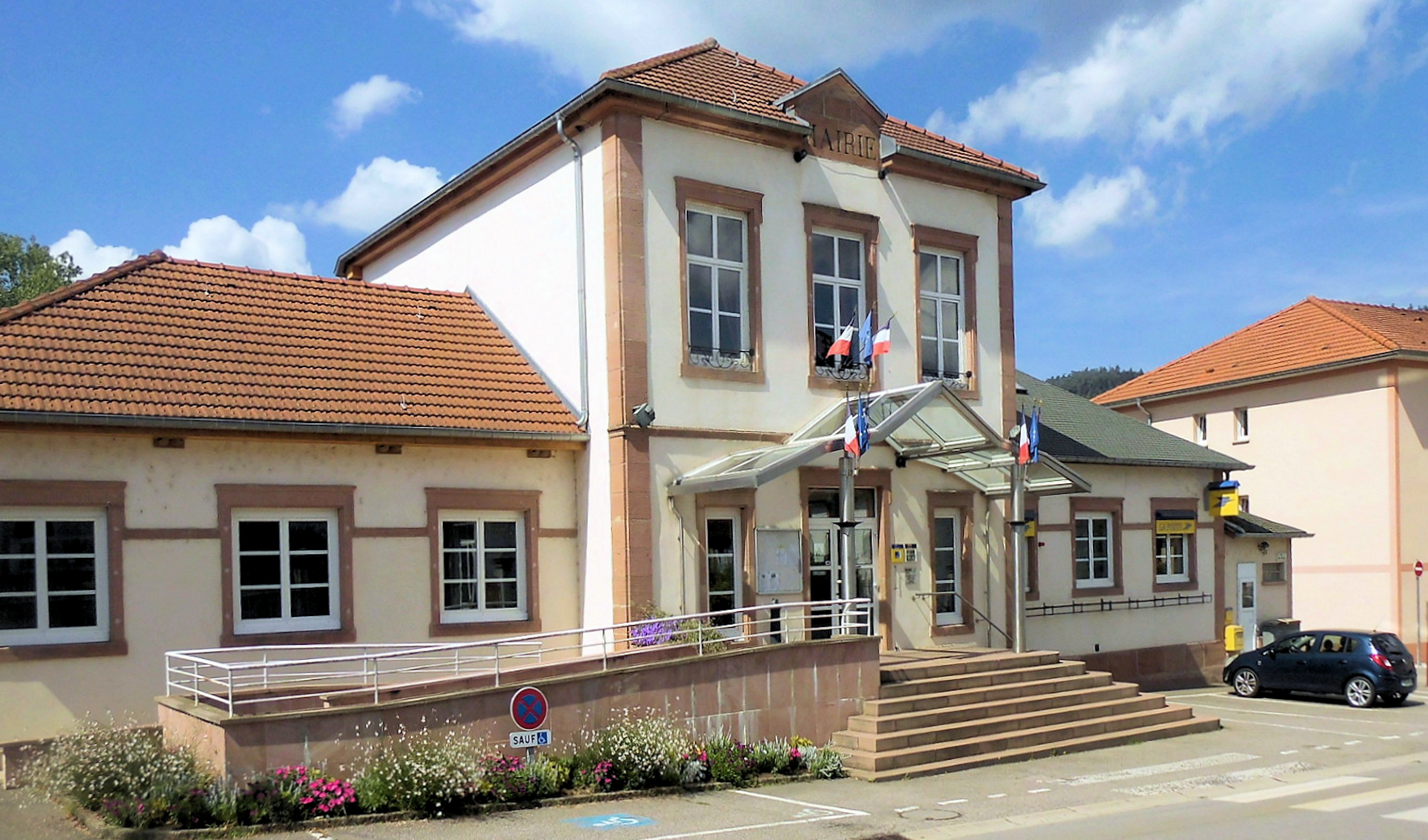
La mairie.

En 2023, le budget de la commune était constitué ainsi :
- total des produits de fonctionnement : 2 336 000 €, soit 893 € par habitant ;
- total des charges de fonctionnement : 1 989 000 €, soit 760 € par habitant ;
- total des ressources d'investissement : 3 436 000 €, soit 1 313 € par habitant ;
- total des emplois d'investissement : 3 141 000 €, soit 1 200 € par habitant ;
- endettement : 3 702 000 €, soit 1 415 € par habitant.

Avec les taux de fiscalité suivants :
- taxe d'habitation : 15,49 % ;
- taxe foncière sur les propriétés bâties : 32,24 % ;
- taxe foncière sur les propriétés non bâties : 15,70 % ;
- taxe additionnelle à la taxe foncière sur les propriétés non bâties : 0,00 % ;
- cotisation foncière des entreprises : 0,00 %.

Chiffres clés Revenus et pauvreté des ménages en 2021 : médiane en 2021 du revenu disponible, par unité de consommation : 22 500 €.

## Population et société

### Démographie

#### Évolution démographique
L'évolution du nombre d'habitants est connue à travers les recensements de la population effectués dans la commune depuis 1793. Pour les communes de moins de 10 000 habitants, une enquête de recensement portant sur toute la population est réalisée tous les cinq ans, les populations de référence des années intermédiaires étant quant à elles estimées par interpolation ou extrapolation. Pour la commune, le premier recensement exhaustif entrant dans le cadre du nouveau dispositif a été réalisé en 2006.

En 2022, la commune comptait 2 454 habitants, en évolution de −5,65 % par rapport à 2016 (Vosges : −2,96 %, France hors Mayotte : +2,11 %).
| 1793  | 1800  | 1806  | 1821  | 1831  | 1836  | 1841  | 1846  | 1856  |
| ----- | ----- | ----- | ----- | ----- | ----- | ----- | ----- | ----- |
| 1 207 | 1 193 | 1 412 | 1 655 | 1 856 | 1 783 | 1 814 | 1 792 | 1 661 |

| 1861  | 1866  | 1872  | 1876  | 1881  | 1886  | 1891  | 1896  | 1901  |
| ----- | ----- | ----- | ----- | ----- | ----- | ----- | ----- | ----- |
| 1 909 | 2 080 | 2 199 | 2 363 | 2 468 | 2 371 | 2 427 | 2 470 | 2 543 |

| 1906  | 1911  | 1921  | 1926  | 1931  | 1936  | 1946  | 1954  | 1962  |
| ----- | ----- | ----- | ----- | ----- | ----- | ----- | ----- | ----- |
| 2 790 | 2 709 | 2 406 | 2 413 | 2 276 | 2 342 | 2 083 | 2 264 | 2 345 |

| 1968  | 1975  | 1982  | 1990  | 1999  | 2006  | 2011  | 2016  | 2021  |
| ----- | ----- | ----- | ----- | ----- | ----- | ----- | ----- | ----- |
| 2 305 | 2 240 | 2 231 | 2 328 | 2 401 | 2 405 | 2 562 | 2 601 | 2 506 |

| 2022  | - | - | - | - | - | - | - | - |
| ----- | - | - | - | - | - | - | - | - |
| 2 454 | - | - | - | - | - | - | - | - |

### Enseignement
Établissements d'enseignements :
- Écoles maternelles et primaires à Étival-Clairefontaine[32], Saint-Remy, La Voivre, Moyenmoutier, Raon-l'Étape.
- Collèges à Raon-l'Étape, Senones, Saint-Dié-des-Vosges.
- Lycées à Raon-l'Étape, Saint-Dié-des-Vosges.

### Santé
Professionnels et établissements de santé :
- Médecins à Étival-Clairefontaine, Moyenmoutier, Raon-l'Étape, Saint-Michel-sur-Meurthe, Senones.
- Pharmacies à Étival-Clairefontaine, Moyenmoutier, Raon-l'Étape, Saint-Michel-sur-Meurthe, Senones.
- Hôpitaux à Raon-l'Étape, Senones, Baccarat.

### Sports
Le sport est particulièrement représenté par l'équipe féminine de tennis de table de l'ASRTT Étival-Clairefontaine accédant en 2011 à l'élite nationale de ce sport en Championnat de France Pro B de tennis de table en 2011 puis en Championnat de France Pro A  de tennis de table en 2016. Le club est devenu champion de France par équipe féminine en 2019 en battant à cette occasion des équipes issues de clubs représentants des villes notablement plus importantes (Metz TT, CP Lys-lez-Lannoy Lille Métropole...). Il est finaliste en 2023. Le club atteint en mars 2024 la finale de la Ligue des championnes et s'incline devant l'équipe de la ville polonaise de Tarnobrzeg déjà double tenante du titre.

### Cultes
- Culte catholique, Paroisse Sainte-Odile[34], Diocèse de Saint-Dié.

## Économie

### Entreprises et commerces

#### Agriculture
- Culture de céréales, de légumineuses et de graines oléagineuses.
- Sylviculture et autres activités forestières.
- Culture de légumes, de melons, de racines et de tubercules.
- Élevage de vaches laitières.
- Une pisciculture exploite sur dix hectares plusieurs étangs, dont l'un est réservé à la pêche familiale[35]. Elle produit dix tonnes de truites par an et développe plats cuisinés et conserves.

#### Tourisme
- Hébergements et restauration à La Voivre, Raon-l'Étape, Les Rouges-Eaux, Denipaire, Senones.

#### Commerces

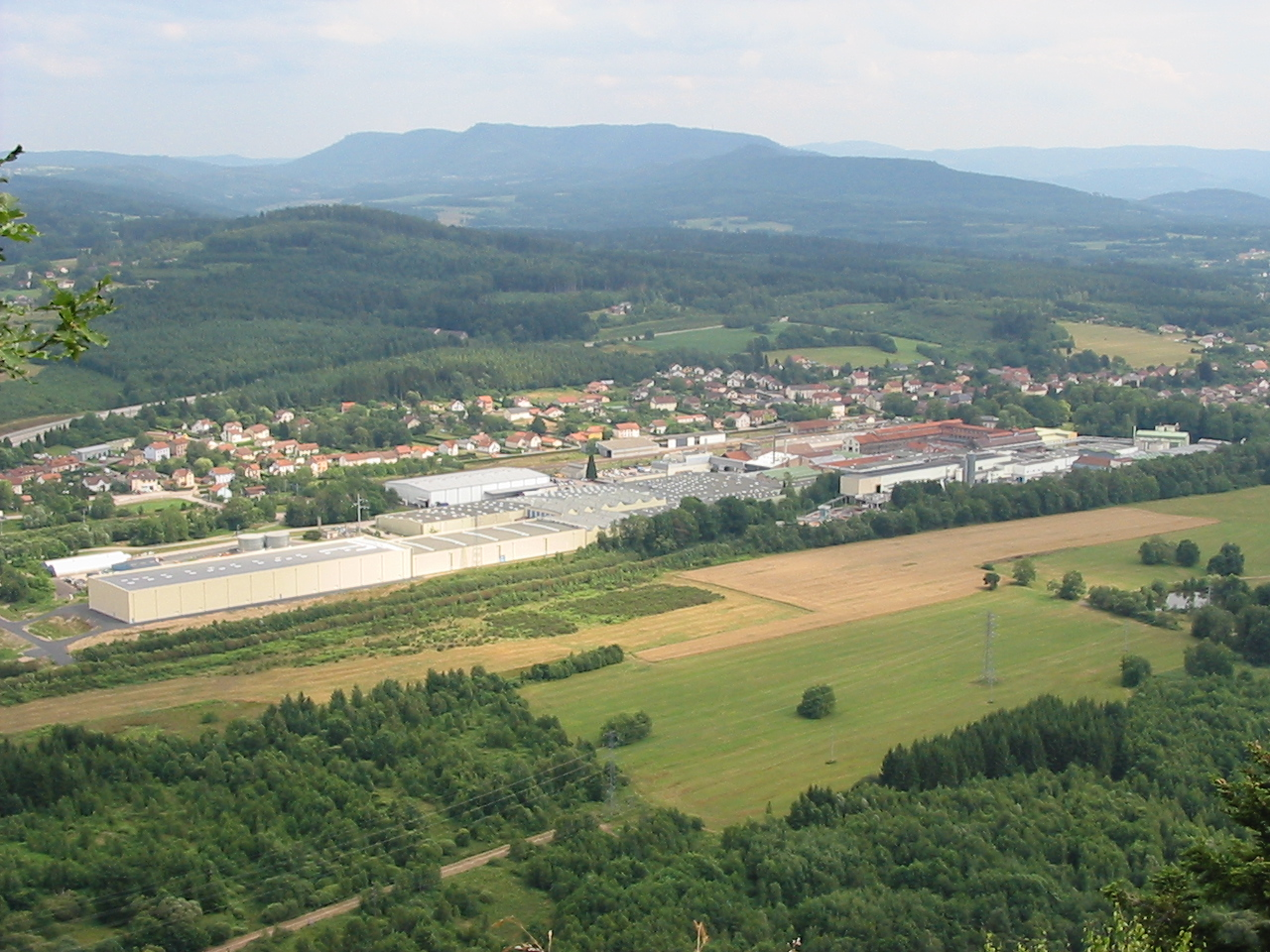
Quartier de Clairefontaine et ses papeteries.
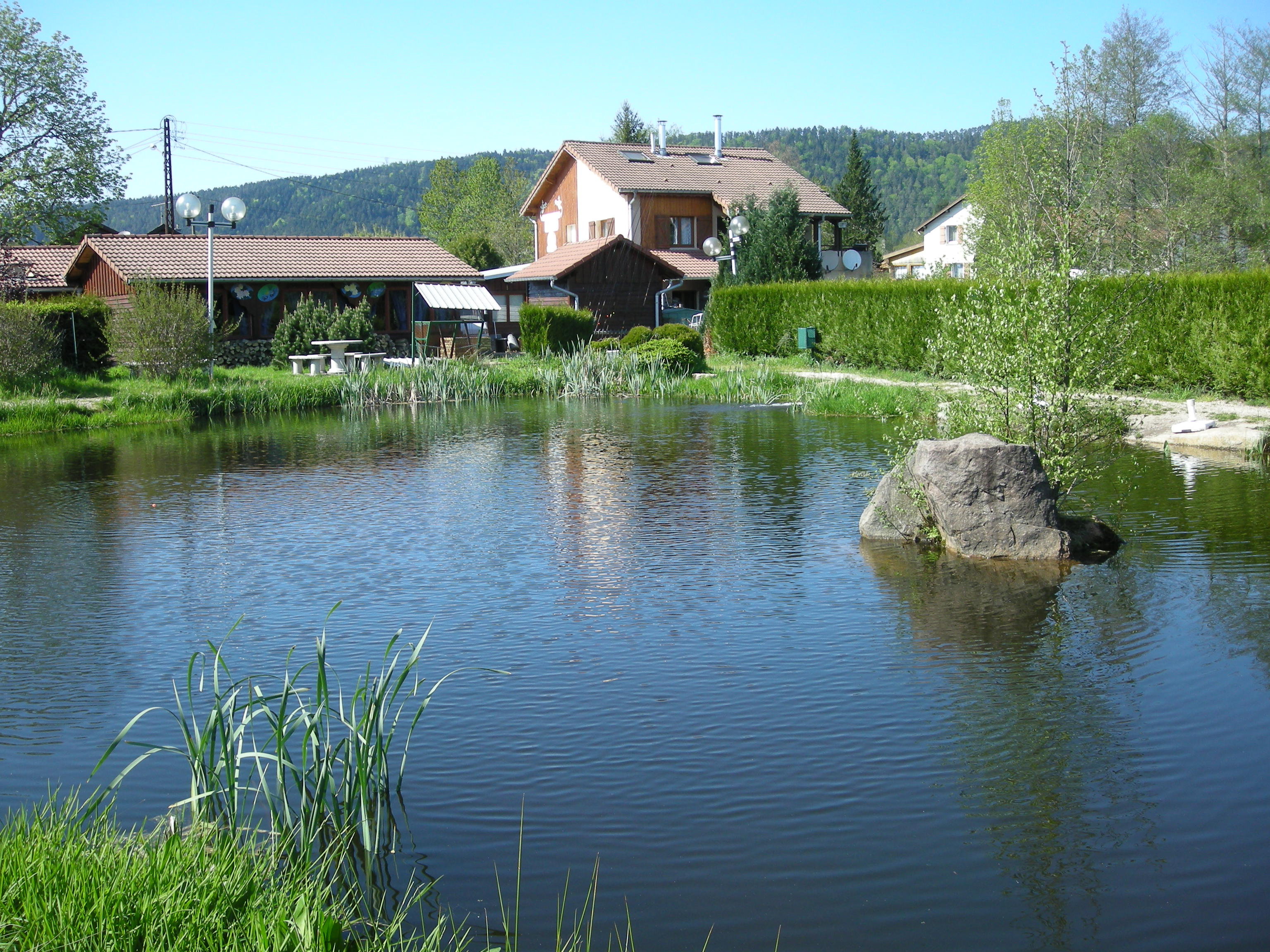
Étang de pêche familiale.

- Commerces et services de proximité.
- Créées en 1858, les papeteries Clairefontaine sont implantées près de la gare et des bras de la Meurthe et sont le premier employeur de la localité.
- Parmi les autres grandes entreprises figurent Gedimat Derrey (matériaux de construction) et Sommin (montage et maintenance industrielle).

#### Industrie du papier

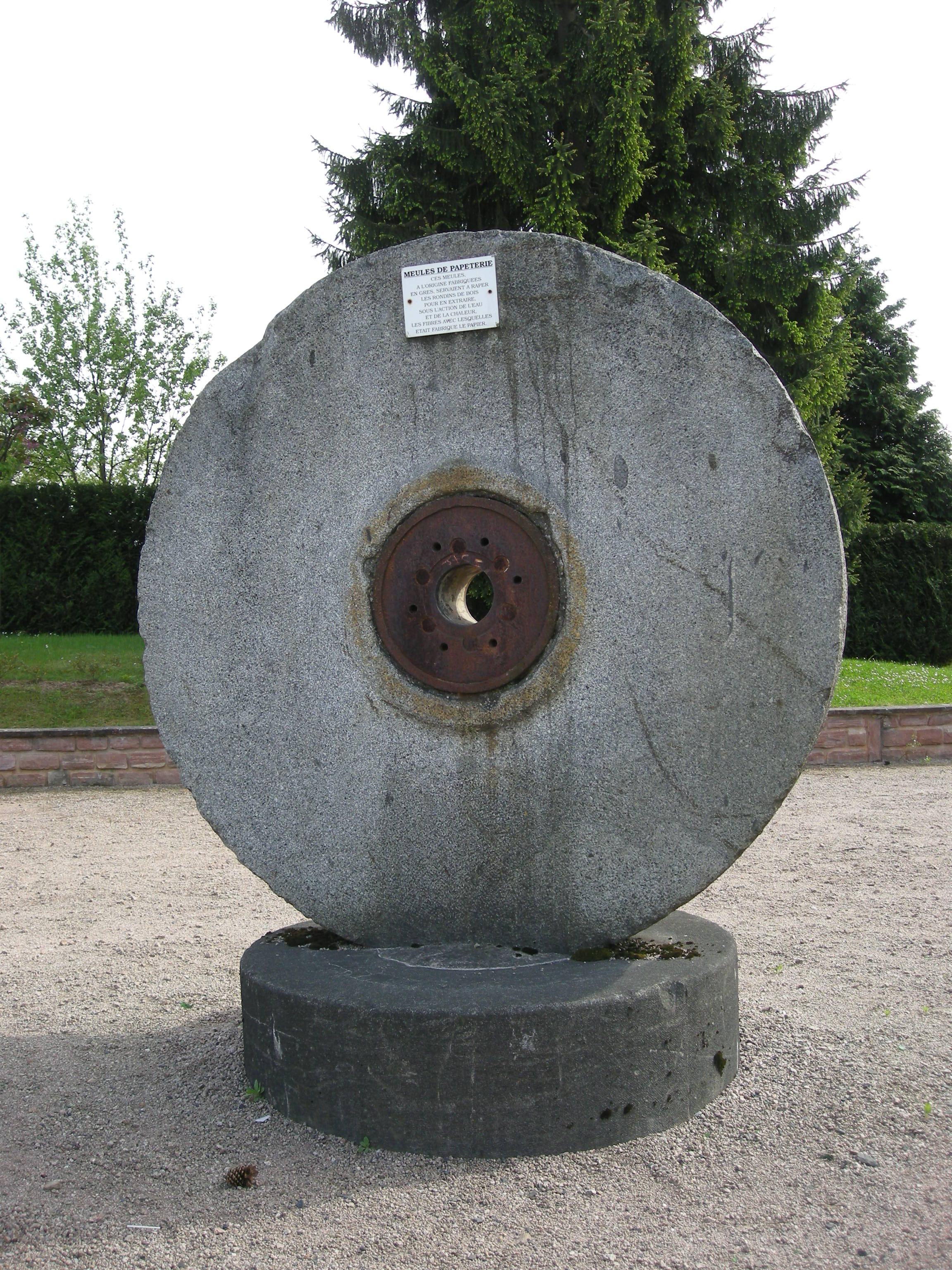
Meule de la papeterie.

La première papeterie fut créée en 1512 par l'abbé Fagnozel, préfigurant une activité papetière qui ne cessera de se développer.
L'histoire de la commune est aussi liée à celle de l'industrie papetière. Dès 1512, un moine prémontré créa une première « papellerie » (c'est le fait qu'en cette année s'est créé un moulin à papier qui a donné l'idée de créer des papeteries à cet emplacement. En 1858, Jean-Baptiste Bichelberger fonde les Papeteries de Clairefontaine qui se caractériseront au XXe siècle par leur couverture pelliculée et demeurent aujourd'hui celles qui fonctionnent le mieux des quatre de l'arrondissement de Saint-Dié-des-Vosges et est même une des meilleures de France du point de vue des ventes. Les papeteries des Châtelles relèvent pour partie du territoire d'Étival-Clairefontaine. Cette société créée en 1871 a été absorbée par les Papeteries de Clairefontaine.

## Culture locale et patrimoine

### Lieux et monuments

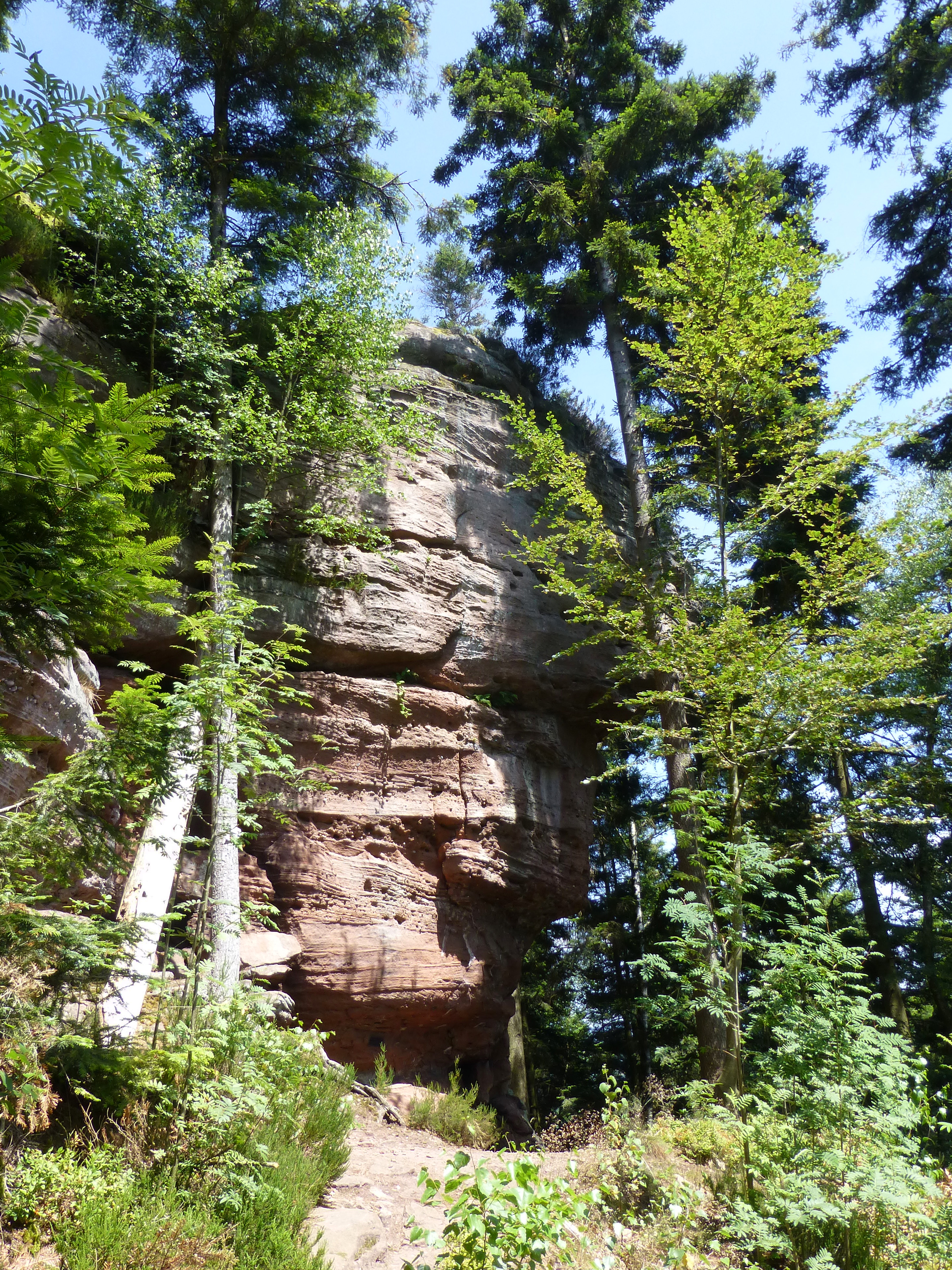
La Pierre d'Appel, site de hauteur fortifié.
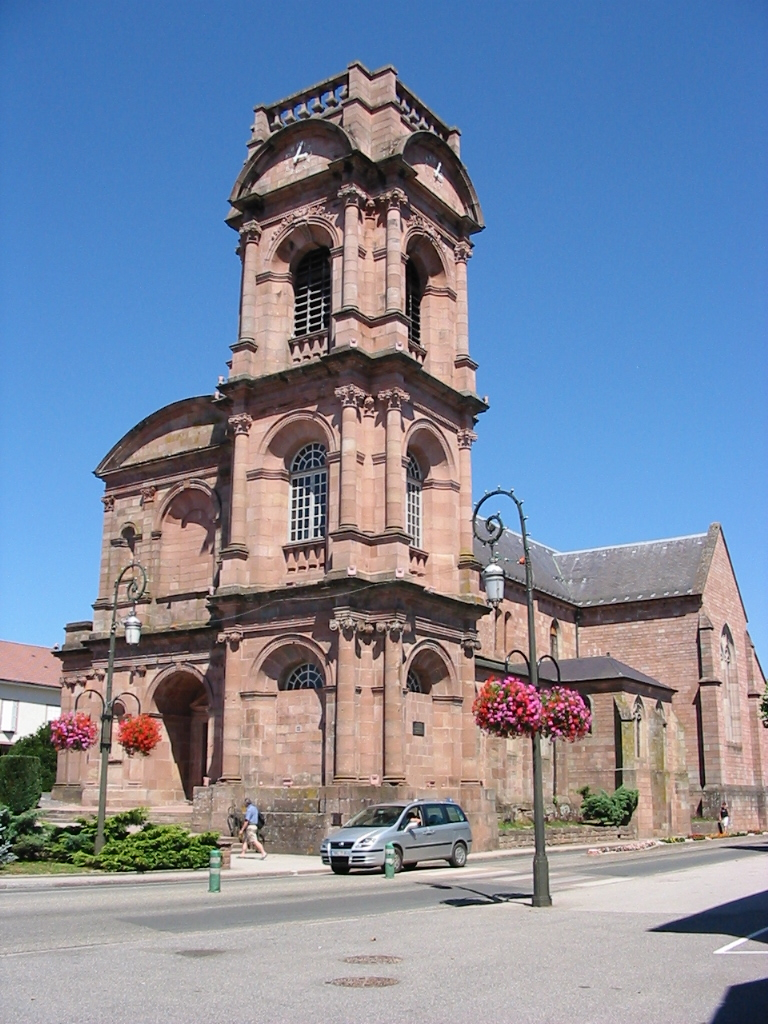
L'église romane en grès rose et l'abbaye.
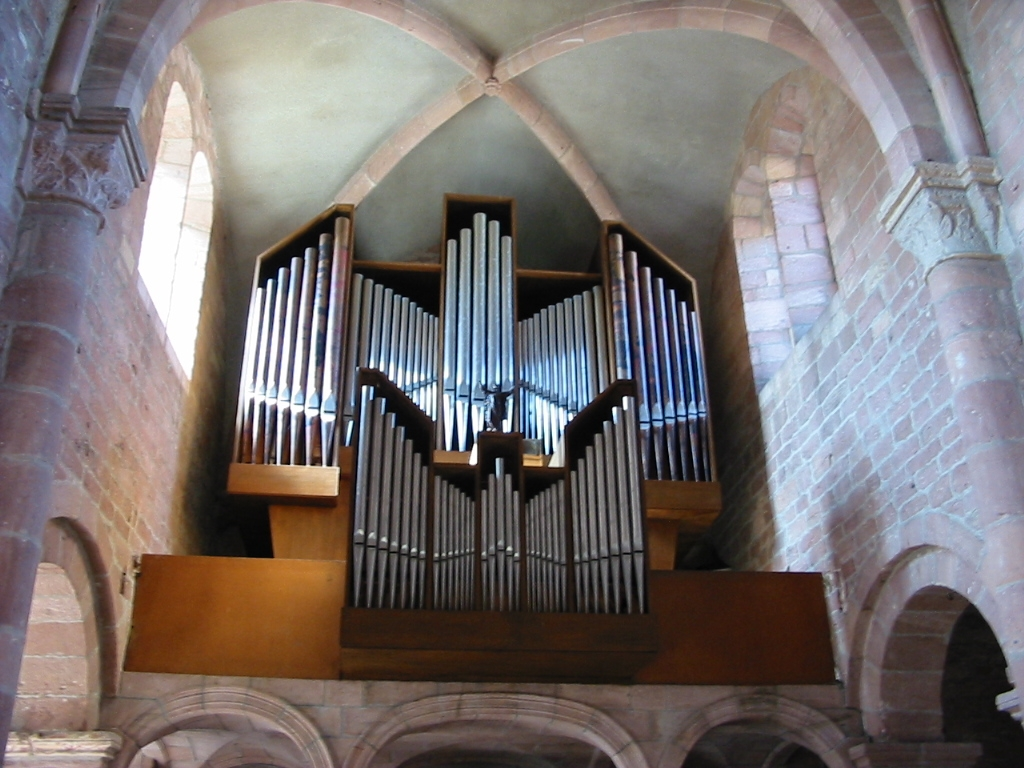
L'orgue de l'abbaye[36].
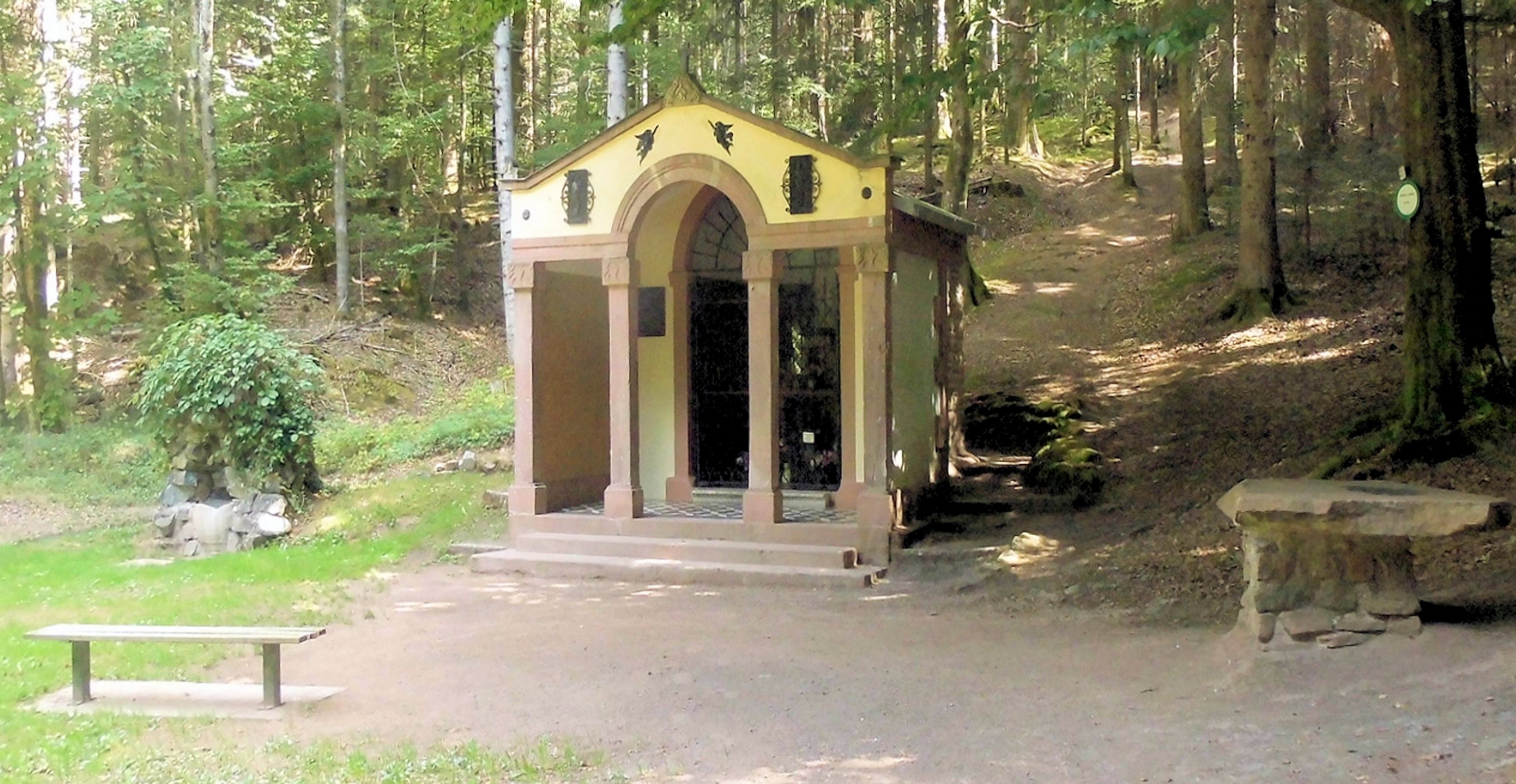
La chapelle Vierge des Grâces.

- Roche de la Pierre d'Appel[37] (492 m) à l'extrémité de la côte de Repy qui abrita un camp celtique[38], site classé au titre des monuments historiques par arrêté du 24 octobre 1969[39].
- Roche du Bouc (autre lieu de la côte de Repy) offrant un panorama d'Étival-Clairefontaine.
- Célèbre abbaye dont les circonstances de la création sont mâtinées de légendes[40] : selon les sources, elle serait fondée vers 670 par l'évêque de Toul Leudin, ou vers 840[41],[42]. Son église est classée monument historique depuis la première liste de 1840, les autres bâtiments de l'abbaye (le logis abbatial, la galerie du cloître et le mur d'enceinte) sont inscrits depuis l'arrêté du 7 mai 1986[41]
- Église abbatiale romane à trois nefs appelée "église Notre-Dame" du XIIe, remaniée au XVIe siècle. L'église en grès rose est un chef-d'œuvre et un fleuron de l'art roman dans les Vosges[43], classé monument historique en 1986. Bâtie par les moines vers 1200 sur l'emplacement d'une chapelle, elle possède un portail de l'époque Renaissance et une façade du début du XVIIIe siècle. Après les dégâts occasionnés par l'occupant allemand qui la dynamita le 9 novembre 1944, l'église fut reconstruite. Elle n'en reste pas moins l'un des plus remarquables édifices romans du département. Au cours des travaux de reconstruction, la tour unique qui se trouvait à gauche du portail en façade avant la destruction de 1944, fut placée à droite, à la place d'une petite tour. Une description détaillée avec plans et photos est disponible dans l'ouvrage Églises romanes des Vosges[43]

Patrimoine mobilier :
* Statue Saint Bodon tenant l'église d'Étival.
* Tableau Saint Sébastien soigné par Irène.
* Tableau Le Martyre de saint Sébastien.
* Statue Saint Sébastien.
* Dalle funéraire d'Hilarion Rampant, abbé d'Etival (1655-1663).
* Plaque funéraire de l'abbé Siméon Godin mort en 1723.
- La chapelle de la Vierge-des-Grâces[50].
- Patrimoine rural recensé par le service régionel de l'Inventaire général du patrimoine culturel[51].
- Ruine du moulin à papier datant de 1512 sur les rives de la Valdange[52].
- Scieries hydrauliques de la Forge[53].
- Nombreux étangs, dont le lac de Beaulieu bordé d'un camping.
- Parcours de santé dans les prés de la côte de Repy, autrefois "parcours Vitta-Vittel" et désormais rénové.
- Jusque vers la fin des années 1970, chemin de fer touristique à vapeur de la vallée du Rabodeau.

### Équipements culturels
Étival-Clairefontaine comporte une école de musique associée avec Moyenmoutier.
Mais il faut aussi noter que cette ville possède la particularité d'avoir des ateliers d'arts plastiques, un atelier d'arts créatifs dans la bibliothèque municipale et une association où sont enseignés des cours de langues pour adultes. Étival-Clairefontaine possède également une association musicale, qui, regroupée avec son homologue de Moyenmoutier, forment l'orchestre d'harmonie Étival-Moyenmoutier qui assure les concerts annuels (au printemps et à l'avent) ainsi que les animations des divers évènements stivaliens.
L'écomusée d'Étival-Clairefontaine, découverte des arts et traditions populaires, propose une reconstitution d'une ferme 1900 au 11, rue Sainte-Odile.
À compter de 2004, une manifestation appelée « Foire aux écrevisses » est organisée tous les ans sur le Champ de Foire qui borde la salle polyvalente.
Cette ville présente deux salles de spectacle : la salle des fêtes et la salle polyvalente. C'est à la salle polyvalente qu'est organisé le CAJS (Cercle d'Animation Jeunesse Stivalienne) et autrefois qui servait pour la fête de carnaval qui proposait un défilé. Le concert de Printemps de l'Orchestre d'Harmonie se déroule dans cette salle, alors que le concert de l'Avent se déroule en l'église abbatiale. Aux alentours de cette salle de spectacle, il y a un stade de football, un stand de tennis et un stand de tir.

### Personnalités liées à la commune
- Charles-Hyacinthe Hugo (1667-1739), abbé prémontré d'Étival[56], évêque titulaire de Ptolémaïde, in partibus, c'est-à-dire sans évéché, historien de son ordre, est décédé à Étival.
- Nicolas Haxo, (1749-1794), général, oncle du général François Nicolas Benoît Haxo.
- Albert Mathieu, ecclésiastique[57].
- Xian Yifang, pongiste française d'origine chinoise, licenciée au club stivalien.
- Jacques Hildenbrant, chef étoilé de la Brasserie Flo-Excelcior de Nancy.

### Héraldique, logotype et devise
Une légende affirme que sainte Odile aurait été baptisée à Étival.
| Blason | Blasonnement : Parti : au premier d'azur au chef d'argent chargé de deux merlettes de sable, au second de gueules semé de billettes d'argent, au dextrochère de carnation vêtu d'argent mouvant de sénestre et tenant une crosse d'or mise en pal, brochant sur le tout. Commentaires : la commune utilise le blason de Charles-Hyacinthe Hugo, abbé d’Étival en 1722. Selon l’usage, le blason est parti des armes de la famille Hugo, les merlettes, et des armes de l’abbaye d’Étival, le dextrochère et la crosse. Le semé est contestable, il semble que ce ne soit pas un vrai semé, mais un « accompagné de 13 billettes non ordonnées ». Il est possible qu'une vision moderne (par oubli ou par simplification) ait transformé cela en un semé plus classique et plus facile à blasonner... |

## Pour approfondir